# Miquel Mayol i Raynal
Miquel Mayol i Raynal (Perpinyà, 11 d'agost del 1941) és un advocat i un dels polítics catalanistes més coneguts a la Catalunya del Nord.

## Biografia
Va estudiar dret a París, Montpeller i Alger abans de ser advocat a Nantes i a Perpinyà. El 1968, any del seu retorn a la capital rossellonesa, es va adherir al Grup Cultural de la Joventut Catalana i al Partit Socialista Unificat. El 1970 va fundar el Comitè Rossellonès d'Estudis i d'Animació, que el 1972 es va convertir després en l'Esquerra Catalana dels Treballadors (ECT), primera expressió política moderna de l'esquerra catalanista a la Catalunya del Nord. El 1999, va integrar-se a Esquerra Republicana de Catalunya.
Arran de les eleccions europees, aquell mateix any, aquesta formació política va obtenir un diputat en coalició amb Eusko Alkartasuna. El juny de 2001 fou Miquel Mayol qui ocupà aquest càrrec. El 2004 fou substituït per l'eivissenc Bernat Joan i Marí. En la seva etapa com a eurodiputat va criticar que no es pogués fer servir el català i va defensar el dret a una possible ampliació interna de la UE.
Miquel Mayol ha participat activament a la majoria d'iniciatives en defensa de la llengua i la cultura catalanes a Catalunya del Nord, com per exemple la Universitat Catalana d'Estiu, la Bressola, l'Escola Popular Catalana o la realització de la Porta dels Països Catalans.
L'any 2014 fou guardonat amb el Premi Joan Blanca de la vila de Perpinyà que reconeix el compromís en defensa de la cultura i de la identitat catalanes.